# Gesellschaft für niedersächsische Kirchengeschichte
Die Gesellschaft für niedersächsische Kirchengeschichte e. V. ist ein Verein, der sich um die Erforschung der Kirchengeschichte im Land Niedersachsen bemüht. Der Sitz befindet sich in Hannover, die Geschäftsstelle befindet sich im Haus kirchlicher Dienste der Evangelisch-lutherischen Landeskirche Hannovers.

## Aufgaben
Die Gesellschaft wurde 1895 gegründet. Sie hat das Ziel, die Erforschung der Kirchengeschichte in Niedersachsen zu fördern und anzuregen. 
Die Gesellschaft berät in Fragen der Erschließung zu Dokumenten oder regionaler Kirchengeschichte vor Ort. Sie veranstaltet Tagungen, Exkursionen, vermittelt Vorträge und hält den Kontakt zu Mitgliedern und interessierten Personen und anderen Stellen.
Die Gesellschaft ist Herausgeberin des Jahrbuches der Gesellschaft für niedersächsische Kirchengeschichte (bis 1940: Zeitschrift, abgekürzt ZGNK), in dem Aufsätze, Miszellen, Artikel und Rezensionen zu  kirchengeschichtlich relevanten Themen, Büchern und ähnlichem veröffentlicht werden. Zudem werden Begleithefte, Einzelwerke und die Buchreihe Studien zur Kirchengeschichte Niedersachsens herausgegeben.

## Veröffentlichungen (Auswahl)
- Generalregister zu den Jahrgängen 1–100 (1896–2002) des Jahrbuchs (Zeitschrift) der Gesellschaft für niedersächsische Kirchengeschichte, Hannover 2008, ISBN 978-3-9806265-5-2.